# Listă de nume românești - litera D
Această pagină, supusă continuu îmbunătățirii, conține peste 2200 de nume de familie românești care încep cu litera D.
| Da - Dabâca (wikt) - Daban (wikt) - Dabău (wikt) - Dabega (wikt) - Dabela (wikt) - Dabelea (wikt) - Dabi (wikt) - Dabîca (wikt) - Dabija (wikt) - Daboc (wikt) - Daboveanu (wikt) - Dabu (wikt) - Dacău (wikt) - Dache (wikt) - Dachi (wikt) - Dachin (wikt) - Dachiu (wikt) - Dacian (wikt) - Dacianu (wikt) - Dacica (wikt) - Dacin (wikt) - Dadaci (wikt) - Dadami (wikt) - Dadârlat (wikt) - Dae (wikt) - Daea (wikt) - Dafin (wikt) - Dafina (wikt) - Dafincescu (wikt) - Dafinescu (wikt) - Dafinoiu (wikt) - Dafiu (wikt) - Dafta (wikt) - Daga (wikt) - Dagău (wikt) - Daghi (wikt) - Daghie (wikt) - Daha (wikt) - Dahanu (wikt) - Dahnovici (wikt) - Dahore (wikt) - Daia (wikt) - Daibucat (wikt) - Daiciu (wikt) - Daicovici (wikt) - Daicoviciu (wikt) - Daicu (wikt) - Daie (wikt) - Daimaca (wikt) - Daina (wikt) - Daisa (wikt) - Dajboc (wikt) - Dajbog (wikt) - Dajicu (wikt) - Dajiu (wikt) - Daju (wikt) - Dala (wikt) - Dalaban (wikt) - Dalabon (wikt) - Dalacu (wikt) - Dalamitra (wikt) - Dalban (wikt) - Dale (wikt) - Dalea (wikt) - Damache (wikt) - Damacianu (wikt) - Damalan (wikt) - Damance (wikt) - Damașcan (wikt) - Damașcanu (wikt) - Damaschin (wikt) - Dambischi (wikt) - Damean (wikt) - Damiciuc (wikt) - Damiean (wikt) - Damin (wikt) - Daminescu (wikt) - Daminuță (wikt) - Damir (wikt) - Damoc (wikt) - Damșa (wikt) - Damșe (wikt) - Damșescu (wikt) - Damu (wikt) - Dan (wikt) - Dana (wikt) - Danc (wikt) - Dancă (wikt) - Dancăr (wikt) - Dancău (wikt) - Dance (wikt) - Dancea (wikt) - Danci (wikt) - Dancia (wikt) - Danciu (wikt) - Danciuc (wikt) - Danciug (wikt) - Dancoș (wikt) - Dancovici (wikt) - Dancu (wikt) - Dancuți (wikt) - Danda (wikt) - Dandea (wikt) - Dandeș (wikt) - Dandoș (wikt) - Dandu (wikt) - Dane (wikt) - Daneliuc (wikt) - Daneș (wikt) - Daneți (wikt) - Danga (wikt) - Dani (wikt) - Daniciuc (wikt) - Daniel (wikt) - Danielescu (wikt) - Danieluc (wikt) - Daniilescu (wikt) - Danil (wikt) - Danilescu (wikt) - Danileț (wikt) - Danilevici (wikt) - Danilici (wikt) - Daniliuc (wikt) - Daniloni (wikt) - Daniluc (wikt) - Daniș (wikt) - Danschi (wikt) - Danscoi (wikt) - Danșe (wikt) - Danteș (wikt) - Danți (wikt) - Danțoș (wikt) - Danțuș (wikt) - Danu (wikt) - Daocaru (wikt) - Daogărescu (wikt) - Dara (wikt) - Darabană (wikt) - Darabanț (wikt) - Darabanu (wikt) - Darabaș (wikt) - Darabont (wikt) - Darabu (wikt) - Daradici (wikt) - Daragiu (wikt) - Daramui (wikt) - Darău (wikt) - Darbă (wikt) - Darciuc (wikt) - Dardai (wikt) - Dardari (wikt) - Dargate (wikt) - Dari (wikt) - Dariciuc (wikt) - Darida (wikt) - Darie (wikt) - Darii (wikt) - Darinca (wikt) - Darmina (wikt) - Darnai (wikt) - Daroga (wikt) - Daroi (wikt) - Daroș (wikt) - Daroși (wikt) - Daru (wikt) - Dascăl (wikt) - Dascălu (wikt) - Dașcău (wikt) - Dașchevici (wikt) - Dașioveanu (wikt) - Daskălu (wikt) - Dașoveanu (wikt) - Dașu (wikt) - Dat (wikt) - Datcu (wikt) - Datic (wikt) - Datui (wikt) - Dava (wikt) - David (wikt) - Davida (wikt) - Davidaș (wikt) - Davidean (wikt) - Davideanu (wikt) - Davidel (wikt) - Davidescu (wikt) - Davidoaia (wikt) - Davidoi (wikt) - Davidoiu (wikt) - Davidovici (wikt) - Daviduță (wikt) - Davila (wikt) - Davinca (wikt) - Davișca (wikt) - Davițoiu (wikt) | Dă - Dăbăcan (wikt) - Dăbău (wikt) - Dăblică (wikt) - Dăboveanu (wikt) - Dăbucean (wikt) - Dăbuleanu (wikt) - Dăbuleni (wikt) - Dăcăneț (wikt) - Dăcilescu (wikt) - Dăcinoi (wikt) - Dădăcuș (wikt) - Dădăi (wikt) - Dădălan (wikt) - Dădălău (wikt) - Dădărlat (wikt) - Dădârlat (wikt) - Dăduică (wikt) - Dădulescu (wikt) - Dăduță (wikt) - Dăescu (wikt) - Dăesei (wikt) - Dăgădiță (wikt) - Dăgălița (wikt) - Dăgăliță (wikt) - Dăhălean (wikt) - Dăian (wikt) - Dăianu (wikt) - Dăiescu (wikt) - Dăineanu (wikt) - Dălae (wikt) - Dălălău (wikt) - Dălan (wikt) - Dălcăran (wikt) - Dălîndă (wikt) - Dămăceanu (wikt) - Dămăchianu (wikt) - Dămăcuș (wikt) - Dămăroiu (wikt) - Dămătăr (wikt) - Dămătărc (wikt) - Dămean (wikt) - Dămescu (wikt) - Dămian (wikt) - Dămii (wikt) - Dăminuță (wikt) - Dămoc (wikt) - Dănac (wikt) - Dănăcică (wikt) - Dănaiață (wikt) - Dănăiață (wikt) - Dănăilă (wikt) - Dănălache (wikt) - Dănănae (wikt) - Dănănău (wikt) - Dănăricu (wikt) - Dănășel (wikt) - Dănatie (wikt) - Dănătie (wikt) - Dănău (wikt) - Dăncăneț (wikt) - Dăncău (wikt) - Dănceanu (wikt) - Dăncescu (wikt) - Dăncianu (wikt) - Dăncilă (wikt) - Dăncilescu (wikt) - Dăncinescu (wikt) - Dănciuc (wikt) - Dănciulescu (wikt) - Dănciuloiu (wikt) - Dănciuț (wikt) - Dănciuțiu (wikt) - Dănculesei (wikt) - Dăncuș (wikt) - Dăncuță (wikt) - Dăndărău (wikt) - Dăneasa (wikt) - Dăneasă (wikt) - Dăneci (wikt) - Dănel (wikt) - Dăneșan (wikt) - Dănescu (wikt) - Dăneț (wikt) - Dănețiu (wikt) - Dănică (wikt) - Dănilă (wikt) - Dănilescu (wikt) - Dănileț (wikt) - Dăniloaea (wikt) - Dăniluc (wikt) - Dănișor (wikt) - Dăniță (wikt) - Dăniuc (wikt) - Dănoacă (wikt) - Dănoiu (wikt) - Dănțiș (wikt) - Dănuleasă (wikt) - Dănulescu (wikt) - Dănuț (wikt) - Dănuță (wikt) - Dăoagă (wikt) - Dăogaru (wikt) - Dărab (wikt) - Dărabă (wikt) - Dărăban (wikt) - Dărăbană (wikt) - Dărăbăneanu (wikt) - Dărăbani (wikt) - Dărăbănț (wikt) - Dărăbanțiu (wikt) - Dărăbanțu (wikt) - Dărăbau (wikt) - Dărăbuș (wikt) - Dărăbuț (wikt) - Dărac (wikt) - Dărăilă (wikt) - Dărămuș (wikt) - Dărângă (wikt) - Dărănuța (wikt) - Dărăscu (wikt) - Dărăștean (wikt) - Dărășteanu (wikt) - Dărău (wikt) - Dărăuță (wikt) - Dărescu (wikt) - Dărie (wikt) - Dăriescu (wikt) - Dărieț (wikt) - Dărîngă (wikt) - Dărloșan (wikt) - Dărmănescu (wikt) - Dărmiceanu (wikt) - Dăruială (wikt) - Dărvăreanu (wikt) - Dăsagă (wikt) - Dășanu (wikt) - Dăscălașu (wikt) - Dăscăleac (wikt) - Dăscăleanu (wikt) - Dăscăleci (wikt) - Dăscălescu (wikt) - Dăscăleț (wikt) - Dăscălete (wikt) - Dăscălița (wikt) - Dăscăliță (wikt) - Dăscăliței (wikt) - Dăscăliți (wikt) - Dăscăliuc (wikt) - Dăscăloiu (wikt) - Dăsculțu (wikt) - Dău (wikt) - Dăuceanu (wikt) - Dăvceanu (wikt) | Dâ - Dâba (wikt) - Dâgoleanu (wikt) - Dâlbea (wikt) - Dâlcu (wikt) - Dâlv (wikt) - Dâmbean (wikt) - Dâmboianu (wikt) - Dâmboiu (wikt) - Dâmbu (wikt) - Dâncă (wikt) - Dâncan (wikt) - Dâncu (wikt) - Dângă (wikt) - Dâns (wikt) - Dânsa (wikt) - Dânșorean (wikt) - Dânsu (wikt) - Dârcă (wikt) - Dârcaciu (wikt) - Dârdală (wikt) - Dârgău (wikt) - Dârgu (wikt) - Dârjan (wikt) - Dârjănescu (wikt) - Dârlă (wikt) - Dârlăianu (wikt) - Dârlău (wikt) - Dârle (wikt) - Dârlea (wikt) - Dârloman (wikt) - Dârloșan (wikt) - Dârman (wikt) - Dârmon (wikt) - Dârstaru (wikt) - Dârță (wikt) - Dârvă (wikt) - Dârvan (wikt) - Dârvăreanu (wikt) - Dârvariu (wikt) - Dârvaru (wikt) - Dârvaș (wikt) - Dârvasă (wikt) - Dârzan (wikt) - Dârzu (wikt) - Dâșcă (wikt) | De - Deac (wikt) - Deacănu (wikt) - Deaco (wikt) - Deaconase (wikt) - Deaconeasa (wikt) - Deaconescu (wikt) - Deaconița (wikt) - Deaconu (wikt) - Deacu (wikt) - Dear (wikt) - Deaș (wikt) - Deatcu (wikt) - Debeanu (wikt) - Debeleac (wikt) - Debeșeriu (wikt) - Debici (wikt) - Debie (wikt) - Debiță (wikt) - Debrețeni (wikt) - Debrețin (wikt) - Debu (wikt) - Debucean (wikt) - Debuleanu (wikt) - Debuș (wikt) - Deca (wikt) - Decă (wikt) - Decanu (wikt) - Decea (wikt) - Decean (wikt) - Deceanu (wikt) - Decebal (wikt) - Decianu (wikt) - Deciu (wikt) - Decu (wikt) - Deculescu (wikt) - Decusară (wikt) - Decuseară (wikt) - Deda (wikt) - Dede (wikt) - Dedea (wikt) - Dedeagă (wikt) - Dedean (wikt) - Dedeu (wikt) - Dediță (wikt) - Dedițeanu (wikt) - Dediu (wikt) - Dedu (wikt) - Dedulea (wikt) - Dedulescu (wikt) - Defta (wikt) - Deftu (wikt) - Degan (wikt) - Degău (wikt) - Degerați (wikt) - Degeratu (wikt) - Degetaru (wikt) - Dehelean (wikt) - Deheleanu (wikt) - Deheneș (wikt) - Dehuță (wikt) - Dei (wikt) - Deiac (wikt) - Deian (wikt) - Deică (wikt) - Deiu (wikt) - Dej (wikt) - Dejan (wikt) - Dejanu (wikt) - Dejescu (wikt) - Dejeu (wikt) - Dejică (wikt) - Dejoianu (wikt) - Deju (wikt) - Delamarian (wikt) - Delavrancea (wikt) - Delca (wikt) - Delcă (wikt) - Delcărean (wikt) - Delcea (wikt) - Delcescu (wikt) - Delcioiu (wikt) - Delcu (wikt) - Delea (wikt) - Delean (wikt) - Deleanu (wikt) - Delegeanu (wikt) - Deleliu (wikt) - Delescu (wikt) - Deleu (wikt) - Delibaș (wikt) - Delica (wikt) - Delican (wikt) - Delicioiu (wikt) - Delihei (wikt) - Deliiorga (wikt) - Deliman (wikt) - Delinschi (wikt) - Delioran (wikt) - Deliorga (wikt) - Delișor (wikt) - Deliștiu (wikt) - Delițoi (wikt) - Deliu (wikt) - Deloi (wikt) - Deloiu (wikt) - Delorean (wikt) - Deloreanu (wikt) - Delu (wikt) - Delureanu (wikt) - Delurințiu (wikt) - Delurințu (wikt) - Dembinschi (wikt) - Demca (wikt) - Demcu (wikt) - Deme (wikt) - Demea (wikt) - Demean (wikt) - Demenescu (wikt) - Demenic (wikt) - Demergean (wikt) - Demeș (wikt) - Demeterca (wikt) - Demetercă (wikt) - Demetrescu (wikt) - Demetriade (wikt) - Demetrian (wikt) - Demetriu (wikt) - Demi (wikt) - Demian (wikt) - Demianciuc (wikt) - Demianovschi (wikt) - Demici (wikt) - Demidon (wikt) - Demirgean (wikt) - Demirgeanu (wikt) - Demirian (wikt) - Demișcă (wikt) - Demșa (wikt) - Demșoreanu (wikt) - Dena (wikt) - Denciu (wikt) - Denciuț (wikt) - Dencu (wikt) - Dendiu (wikt) - Dene (wikt) - Deneanu (wikt) - Deneliuc (wikt) - Deneș (wikt) - Deneșan (wikt) - Deneșiu (wikt) - Denghel (wikt) - Dengjel (wikt) - Denisof (wikt) - Denison (wikt) - Denișor (wikt) - Denițoiu (wikt) - Densușean (wikt) - Densușianu (wikt) - Denușan (wikt) - Denuț (wikt) - Denuță (wikt) - Deoancă (wikt) - Deonise (wikt) - Depeteanu (wikt) - Dera (wikt) - Derbac (wikt) - Derban (wikt) - Derda (wikt) - Derdena (wikt) - Derderian (wikt) - Derdeu (wikt) - Derebei (wikt) - Derecichei (wikt) - Derecichi (wikt) - Deregan (wikt) - Derenciuc (wikt) - Derer (wikt) - Dereș (wikt) - Dereschi (wikt) - Dereșu (wikt) - Derevlean (wikt) - Deriș (wikt) - Derjac (wikt) - Derlean (wikt) - Dermangiu (wikt) - Dermengiu (wikt) - Derpeș (wikt) - Derscanu (wikt) - Derscariu (wikt) - Derșeanu (wikt) - Derșidan (wikt) - Derțiu (wikt) - Derviș (wikt) - Desa (wikt) - Desagă (wikt) - Descălescu (wikt) - Descariu (wikt) - Descaș (wikt) - Deschis (wikt) - Desculțu (wikt) - Deselnicu (wikt) - Deșliu (wikt) - Despa (wikt) - Despan (wikt) - Despău (wikt) - Despea (wikt) - Despei (wikt) - Despescu (wikt) - Despi (wikt) - Despina (wikt) - Despinescu (wikt) - Despinoiu (wikt) - Despoiu (wikt) - Despotovici (wikt) - Despu (wikt) - Desrobitu (wikt) - Deșter (wikt) - Deta (wikt) - Detcău (wikt) - Deteșan (wikt) - Deteșeanu (wikt) - Deușan (wikt) - Deva (wikt) - Develeșeanu (wikt) - Devesel (wikt) - Devolescu (wikt) - Dezi (wikt) - Dezmirean (wikt) - Dezmireanu (wikt) - Dezrobitu (wikt) | Di - Dia (wikt) - Diac (wikt) - Diacăn (wikt) - Diacănu (wikt) - Diacoboaie (wikt) - Diacon (wikt) - Diaconeasa (wikt) - Diaconescu (wikt) - Diaconesei (wikt) - Diaconi (wikt) - Diaconița (wikt) - Diaconiță (wikt) - Diaconiței (wikt) - Diaconiuc (wikt) - Diaconovici (wikt) - Diaconu (wikt) - Diacu (wikt) - Diacur (wikt) - Diamandescu (wikt) - Diamandi (wikt) - Diamantrescu (wikt) - Diamantu (wikt) - Diamondescu (wikt) - Diana (wikt) - Diancof (wikt) - Dianu (wikt) - Diatcu (wikt) - Diba (wikt) - Dibre (wikt) - Dibu (wikt) - Dică (wikt) - Dican (wikt) - Dicea (wikt) - Diceanu (wikt) - Dicher (wikt) - Dichiseanu (wikt) - Dichiseni (wikt) - Dichișan (wikt) - Dicianu (wikt) - Dicieanu (wikt) - Dicoi (wikt) - Dicoiu (wikt) - Diconu (wikt) - Dicu (wikt) - Dicui (wikt) - Diculescu (wikt) - Dicusară (wikt) - Dicuseară (wikt) - Dicuț (wikt) - Didă (wikt) - Dide (wikt) - Didea (wikt) - Didi (wikt) - Didică (wikt) - Didicescu (wikt) - Didilescu (wikt) - Didiliuc (wikt) - Didinel (wikt) - Didinică (wikt) - Didinuță (wikt) - Didișor (wikt) - Didiță (wikt) - Didoacă (wikt) - Didoiu (wikt) - Didovici (wikt) - Didraga (wikt) - Didu (wikt) - Diduț (wikt) - Die (wikt) - Diea (wikt) - Dieaconu (wikt) - Dieacu (wikt) - Dieanu (wikt) - Diecuțu (wikt) - Digori (wikt) - Digulescu (wikt) - Dihaci (wikt) - Dihel (wikt) - Diheneș (wikt) - Dihoiu (wikt) - Dihor (wikt) - Dihoru (wikt) - Dihuță (wikt) - Diiaconu (wikt) - Diima (wikt) - Dijmărescu (wikt) - Dilă (wikt) - Dilancea (wikt) - Dilian (wikt) - Dilihei (wikt) - Dilimoț (wikt) - Diliștei (wikt) - Diliu (wikt) - Diloiu (wikt) - Dilschi (wikt) - Dima (wikt) - Dimac (wikt) - Dimache (wikt) - Dimachi (wikt) - Diman (wikt) - Dimancea (wikt) - Dimăncescu (wikt) - Dimaru (wikt) - Dimca (wikt) - Dimcea (wikt) - Dimceanu (wikt) - Dimciu (wikt) - Dimen (wikt) - Dimeș (wikt) - Dimescu (wikt) - Dimetrescu (wikt) - Dimi (wikt) - Dimian (wikt) - Dimianu (wikt) - Dimici (wikt) - Dimideschi (wikt) - Dimienescu (wikt) - Dimierescu (wikt) - Dimieru (wikt) - Dimineț (wikt) - Dimișcă (wikt) - Dimisianu (wikt) - Dimiță (wikt) - Dimitiu (wikt) - Dimitrescu (wikt) - Dimitriade (wikt) - Dimitrian (wikt) - Dimitrie (wikt) - Dimitrievici (wikt) - Dimitriu (wikt) - Dimitropol (wikt) - Dimitrovici (wikt) - Dimitru (wikt) - Dimoc (wikt) - Dimoftache (wikt) - Dimofte (wikt) - Dimoftei (wikt) - Dimoiu (wikt) - Dimon (wikt) - Dimulescu (wikt) - Dimulete (wikt) - Din (wikt) - Dina (wikt) - Dină (wikt) - Dinache (wikt) - Dinaci (wikt) - Dincă (wikt) - Dincu (wikt) - Dinculeană (wikt) - Dinculeanu (wikt) - Dinculeasa (wikt) - Dinculescu (wikt) - Dincușor (wikt) - Dincuță (wikt) - Dindeal (wikt) - Dindelegan (wikt) - Dindere (wikt) - Dindire (wikt) - Dindirică (wikt) - Dine (wikt) - Dinea (wikt) - Dineață (wikt) - Dinei (wikt) - Dinel (wikt) - Dineș (wikt) - Dinescu (wikt) - Dinga (wikt) - Diniaș (wikt) - Diniași (wikt) - Dinică (wikt) - Dinicescu (wikt) - Dinicică (wikt) - Diniță (wikt) - Dinicioiu (wikt) - Dinicu (wikt) - Diniș (wikt) - Dinișoae (wikt) - Dinișor (wikt) - Dinistreanu (wikt) - Diniță (wikt) - Dinițoiu (wikt) - Dinjos (wikt) - Dinoacă (wikt) - Dinoci (wikt) - Dinoiu (wikt) - Dinte (wikt) - Dintean (wikt) - Dinu (wikt) - Dinucă (wikt) - Dinucu (wikt) - Dinuică (wikt) - Dinulescu (wikt) - Dinuleț (wikt) - Dinulică (wikt) - Dinuliu (wikt) - Dinuț (wikt) - Dinuță (wikt) - Dinuțoiu (wikt) - Dinuțu (wikt) - Dinvale (wikt) - Dioane (wikt) - Diocaru (wikt) - Diochițeanu (wikt) - Diodiu (wikt) - Dionise (wikt) - Dionisie (wikt) - Diordea (wikt) - Diordiță (wikt) - Dioșan (wikt) - Dioși (wikt) - Dioșteanu (wikt) - Dipconescu (wikt) - Diplaș (wikt) - Dipșan (wikt) - Dira (wikt) - Dirică (wikt) - Diricliu (wikt) - Dirig (wikt) - Dirinea (wikt) - Diringa (wikt) - Diriță (wikt) - Dirla (wikt) - Dirloaica (wikt) - Dișa (wikt) - Disagă (wikt) - Dișcă (wikt) - Disculțu (wikt) - Dișe (wikt) - Dișea (wikt) - Dișescu (wikt) - Diț (wikt) - Diță (wikt) - Ditcu (wikt) - Dițescu (wikt) - Diți (wikt) - Dițiu (wikt) - Dițoiu (wikt) - Dițu (wikt) - Dițulescu (wikt) - Diu (wikt) - Diucu (wikt) - Diugan (wikt) - Diugu (wikt) - Divan (wikt) - Diveică (wikt) - Diviricean (wikt) - Divirician (wikt) - Diviș (wikt) - Divlan (wikt) - Divoiu (wikt) - Divricean (wikt) | Dî - Dîcă (wikt) - Dîgă (wikt) - Dîlmeanu (wikt) - Dîm (wikt) - Dîmb (wikt) - Dîmbean (wikt) - Dîmboiu (wikt) - Dîmbu (wikt) - Dîncă (wikt) - Dîncan (wikt) - Dîncea (wikt) - Dînceanu (wikt) - Dîncia (wikt) - Dîncu (wikt) - Dînculeasa (wikt) - Dînculescu (wikt) - Dîncuță (wikt) - Dîndăreanu (wikt) - Dîndelegan (wikt) - Dînea (wikt) - Dîngă (wikt) - Dîngeanu (wikt) - Dînte (wikt) - Dîrboi (wikt) - Dîrdală (wikt) - Dîrdară (wikt) - Dîrdîac (wikt) - Dîrgean (wikt) - Dîrja (wikt) - Dîrjan (wikt) - Dîrlă (wikt) - Dîrlău (wikt) - Dîrle (wikt) - Dîrlea (wikt) - Dîrlescu (wikt) - Dîrloaică (wikt) - Dîrloman (wikt) - Dîrloșan (wikt) - Dîrmă (wikt) - Dîrman (wikt) - Dîrmiceanu (wikt) - Dîrmon (wikt) - Dîrnă (wikt) - Dîrnea (wikt) - Dîrnu (wikt) - Dîrpeș (wikt) - Dîrstar (wikt) - Dîrstaru (wikt) - Dîrță (wikt) - Dîrțu (wikt) - Dîrvăreanu (wikt) - Dîrvariu (wikt) - Dîrvaru (wikt) - Dîrzu (wikt) - Dîsagă (wikt) - Dîșcă (wikt) | Dl - Dlulă (wikt) |

| Do - Doacă (wikt) - Doagă (wikt) - Doamdeș (wikt) - Doană (wikt) - Doancă (wikt) - Doande (wikt) - Doandeș (wikt) - Doandeși (wikt) - Doarbeș (wikt) - Doarjă (wikt) - Doarje (wikt) - Doarnă (wikt) - Doaveș (wikt) - Doaveși (wikt) - Dobă (wikt) - Dobai (wikt) - Doban (wikt) - Dobândă (wikt) - Dobârceanu (wikt) - Dobârcianu (wikt) - Dobârtă (wikt) - Dobaru (wikt) - Dobașu (wikt) - Dobeanu (wikt) - Dobi (wikt) - Dobică (wikt) - Dobie (wikt) - Dobîncă (wikt) - Dobinciuc (wikt) - Dobîndă (wikt) - Dobinescu (wikt) - Dobîrceanu (wikt) - Dobîrcianu (wikt) - Dobirică (wikt) - Dobîrta (wikt) - Dobiștean (wikt) - Dobișteanu (wikt) - Dobjanschi (wikt) - Dobocan (wikt) - Doboeș (wikt) - Doboi (wikt) - Doboiu (wikt) - Dobondi (wikt) - Doboș (wikt) - Doboșan (wikt) - Doboșanu (wikt) - Doboșariu (wikt) - Doboșăriu (wikt) - Doboșaru (wikt) - Doboșeriu (wikt) - Doboșeroiu (wikt) - Doboșeru (wikt) - Dobovan (wikt) - Dobra (wikt) - Dobrai (wikt) - Dobran (wikt) - Dobrani (wikt) - Dobranici (wikt) - Dobraniș (wikt) - Dobranschi (wikt) - Dobraș (wikt) - Dobrău (wikt) - Dobre (wikt) - Dobrea (wikt) - Dobrean (wikt) - Dobreanu (wikt) - Dobreau (wikt) - Dobrei (wikt) - Dobren (wikt) - Dobrescu (wikt) - Dobrete (wikt) - Dobreu (wikt) - Dobri (wikt) - Dobria (wikt) - Dobriban (wikt) - Dobribang (wikt) - Dobric (wikt) - Dobrică (wikt) - Dobrican (wikt) - Dobricanu (wikt) - Dobricatu (wikt) - Dobricean (wikt) - Dobriceanu (wikt) - Dobricescu (wikt) - Dobrici (wikt) - Dobriean (wikt) - Dobrilă (wikt) - Dobrim (wikt) - Dobrin (wikt) - Dobrina (wikt) - Dobrincescu (wikt) - Dobrinciuc (wikt) - Dobrincu (wikt) - Dobrinel (wikt) - Dobrinescu (wikt) - Dobrini (wikt) - Dobrinoiu (wikt) - Dobriotă (wikt) - Dobriș (wikt) - Dobrișan (wikt) - Dobrița (wikt) - Dobriță (wikt) - Dobrițan (wikt) - Dobrițiu (wikt) - Dobrițoi (wikt) - Dobrițoiu (wikt) - Dobriu (wikt) - Dobrivoi (wikt) - Dobroaie (wikt) - Dobrogeanu (wikt) - Dobroghii (wikt) - Dobroghiu (wikt) - Dobrogreanu (wikt) - Dobroi (wikt) - Dobroica (wikt) - Dobroiu (wikt) - Dobrojan (wikt) - Dobromir (wikt) - Dobromirescu (wikt) - Dobronschi (wikt) - Dobroș (wikt) - Dobrotă (wikt) - Dobroțeanu (wikt) - Dobroteasă (wikt) - Dobrovăț (wikt) - Dobroveanu (wikt) - Dobrovenschi (wikt) - Dobroviceanu (wikt) - Dobrovici (wikt) - Dobrovie (wikt) - Dobrovolschi (wikt) - Dobruneanu (wikt) - Dobruțchi (wikt) - Dobzeu (wikt) - Doca (wikt) - Docan (wikt) - Docaru (wikt) - Docea (wikt) - Dochia (wikt) - Dochian (wikt) - Dochianu (wikt) - Dochie (wikt) - Dochiea (wikt) - Dochiei (wikt) - Dochin (wikt) - Dochinoiu (wikt) - Dochioiu (wikt) - Dochiț (wikt) - Dochița (wikt) - Dochiță (wikt) - Dochițan (wikt) - Dochițanu (wikt) - Dochiței (wikt) - Dochițoiu (wikt) - Dochiu (wikt) - Doci (wikt) - Dociu (wikt) - Docna (wikt) - Docnea (wikt) - Docolin (wikt) - Docolina (wikt) - Doctorescu (wikt) - Docu (wikt) - Docuța (wikt) - Docuz (wikt) - Dod (wikt) - Doda (wikt) - Dodan (wikt) - Dodașcă (wikt) - Dode (wikt) - Dodea (wikt) - Dodean (wikt) - Dodeanu (wikt) - Dodenci (wikt) - Dodenciu (wikt) - Dodescu (wikt) - Dodi (wikt) - Dodică (wikt) - Dodici (wikt) - Dodin (wikt) - Dodiș (wikt) - Dodiță (wikt) - Dodițe (wikt) - Dodițoiu (wikt) - Dodoacă (wikt) - Dodoaia (wikt) - Dodoc (wikt) - Dodocea (wikt) - Dodocioiu (wikt) - Dodoi (wikt) - Dodoiu (wikt) - Dodoloi (wikt) - Dodon (wikt) - Dodonete (wikt) - Dodonică (wikt) - Dodoș (wikt) - Dodoț (wikt) - Dodu (wikt) - Doduț (wikt) - Doduță (wikt) - Dofteanu (wikt) - Doftoreanu (wikt) - Doga (wikt) - Dogan (wikt) - Dogar (wikt) - Dogărașu (wikt) - Dogărel (wikt) - Dogărescu (wikt) - Dogari (wikt) - Dogariu (wikt) - Dogăroiu (wikt) - Dogaru (wikt) - Dogăruș (wikt) - Dogeanu (wikt) - Doghi (wikt) - Doghia (wikt) - Doghie (wikt) - Doghița (wikt) - Dogi (wikt) - Dogioiu (wikt) - Dogor (wikt) - Dogotar (wikt) - Dogșa (wikt) - Dohai (wikt) - Dohan (wikt) - Dohănică (wikt) - Dohaniuc (wikt) - Dohar (wikt) - Dohatcu (wikt) - Dohi (wikt) - Dohor (wikt) - Dohoreanu (wikt) - Dohotar (wikt) - Dohotariu (wikt) - Dohotaru (wikt) - Dohulțeanu (wikt) - Doia (wikt) - Doica (wikt) - Doican (wikt) - Doicaru (wikt) - Doicescu (wikt) - Doiciar (wikt) - Doicilă (wikt) - Doicin (wikt) - Doiciu (wikt) - Doicu (wikt) - Doiculescu (wikt) - Doina (wikt) - Doinar (wikt) - Doinaș (wikt) - Doinea (wikt) - Doinescu (wikt) - Doja (wikt) - Dojan (wikt) - Dolachi (wikt) - Dolăcioiu (wikt) - Dolan (wikt) - Dolana (wikt) - Dolănescu (wikt) - Dolângă (wikt) - Dolca (wikt) - Dolcan (wikt) - Dolcean (wikt) - Dolceanu (wikt) - Dolcescu (wikt) - Dolcianu (wikt) - Dolciu (wikt) - Dolcoș (wikt) - Dolcu (wikt) - Doldan (wikt) - Doldor (wikt) - Dole (wikt) - Dolea (wikt) - Doleanu (wikt) - Doleianu (wikt) - Dolenschi (wikt) - Dolete (wikt) - Dolgheriu (wikt) - Dolghi (wikt) - Dolghie (wikt) - Dolghieru (wikt) - Dolghin (wikt) - Dolghiu (wikt) - Dolgu (wikt) - Dolha (wikt) - Dolhai (wikt) - Dolhan (wikt) - Dolhăscanu (wikt) - Dolhascu (wikt) - Dolhăscu (wikt) - Dolhescu (wikt) - Dolia (wikt) - Dolian (wikt) - Dolici (wikt) - Dolineanu (wikt) - Dolineaschi (wikt) - Dolinescu (wikt) - Dolîngă (wikt) - Dolinschi (wikt) - Dolipschi (wikt) - Doliș (wikt) - Doljan (wikt) - Doljenco (wikt) - Doljencu (wikt) - Doljescu (wikt) - Dolnășcanu (wikt) - Dolniceanu (wikt) - Doloc (wikt) - Dolof (wikt) - Dolofan (wikt) - Dologa (wikt) - Doloi (wikt) - Doloiu (wikt) - Doloman (wikt) - Dolomeț (wikt) - Doloț (wikt) - Dolțu (wikt) - Doluță (wikt) - Dom (wikt) - Domahidi (wikt) - Doman (wikt) - Domăneanțu (wikt) - Domășnean (wikt) - Domășneanu (wikt) - Dombec (wikt) - Dombi (wikt) - Dombici (wikt) - Dombora (wikt) - Dombrovschi (wikt) - Domca (wikt) - Domenico (wikt) - Domide (wikt) - Domilescu (wikt) - Dominte (wikt) - Domintean (wikt) - Domințeanu (wikt) - Domințianu (wikt) - Domițeanu (wikt) - Domnar (wikt) - Domnariu (wikt) - Domnaru (wikt) - Domnea (wikt) - Domnel (wikt) - Domneliu (wikt) - Domnescu (wikt) - Domnic (wikt) - Domnica (wikt) - Domnichia (wikt) - Domnici (wikt) - Domnicu (wikt) - Domninan (wikt) - Domnișan (wikt) - Domnișor (wikt) - Domnișoru (wikt) - Domnița (wikt) - Domnițeanu (wikt) - Domniței (wikt) - Domnu (wikt) - Domnulete (wikt) - Domoco (wikt) - Domocoș (wikt) - Domolescu (wikt) - Domoș (wikt) - Domota (wikt) - Domozină (wikt) - Domșa (wikt) - Domu (wikt) - Domușei (wikt) - Domuț (wikt) - Domuța (wikt) - Don (wikt) - Dona (wikt) - Donaș (wikt) - Donasa (wikt) - Donca (wikt) - Doncea (wikt) - Donceag (wikt) - Donceanu (wikt) - Doncescu (wikt) - Donciag (wikt) - Doncilă (wikt) - Donciu (wikt) - Doncuț (wikt) - Doncuțiu (wikt) - Dondaș (wikt) - Dondea (wikt) - Dondera (wikt) - Dondoe (wikt) - Dondoescu (wikt) - Dondoi (wikt) - Dondorici (wikt) - Dondoș (wikt) - Dondoși (wikt) - Dondrea (wikt) - Done (wikt) - Donea (wikt) - Donecea (wikt) - Doneș (wikt) - Donescu (wikt) - Dongi (wikt) - Doni (wikt) - Donia (wikt) - Donică (wikt) - Doniceanu (wikt) - Donici (wikt) - Doniga (wikt) - Donighevici (wikt) - Donisan (wikt) - Donisă (wikt) - Donișan (wikt) - Donișanu (wikt) - Doniță (wikt) - Donițian (wikt) - Donoci (wikt) - Donogan (wikt) - Donoi (wikt) - Donoiu (wikt) - Donoș (wikt) - Donosă (wikt) - Donose (wikt) - Donovici (wikt) - Donțea (wikt) - Donțu (wikt) - Donu (wikt) - Donuța (wikt) - Donuțiu (wikt) - Dop (wikt) - Dopan (wikt) - Doran (wikt) - Dorbanțu (wikt) - Dorca (wikt) - Dorcă (wikt) - Dorcan (wikt) - Dorcea (wikt) - Dorcescu (wikt) - Dorcioman (wikt) - Dorcu (wikt) - Dordea (wikt) - Dordescu (wikt) - Dordia (wikt) - Dordoi (wikt) - Dore (wikt) - Dorea (wikt) - Doreanu (wikt) - Dorgo (wikt) - Dorgoșan (wikt) - Dorhoi (wikt) - Dorian (wikt) - Dorilă (wikt) - Dorin (wikt) - Dorineanu (wikt) - Dorița (wikt) - Doriță (wikt) - Dorja (wikt) - Dorlea (wikt) - Dorloți (wikt) - Dorn (wikt) - Dornea (wikt) - Dornean (wikt) - Dorneanu (wikt) - Dornescu (wikt) - Dornian (wikt) - Dornianu (wikt) - Doro (wikt) - Doroban (wikt) - Dorobanți (wikt) - Dorobanțiu (wikt) - Dorobanțu (wikt) - Dorobanțul (wikt) - Dorobanu (wikt) - Dorobăț (wikt) - Dorobeică (wikt) - Dorobeț (wikt) - Dorobete (wikt) - Dorodici (wikt) - Dorofan (wikt) - Dorofte (wikt) - Doroftea (wikt) - Doroftei (wikt) - Dorofteiu (wikt) - Doroftesi (wikt) - Doroftiese (wikt) - Doroga (wikt) - Dorogan (wikt) - Doroghi (wikt) - Doroghițoiu (wikt) - Dorogoi (wikt) - Doroha (wikt) - Dorohoi (wikt) - Dorohoianu (wikt) - Doroholschi (wikt) - Dorohonceanu (wikt) - Dorohoncianu (wikt) - Dorohtean (wikt) - Doroi (wikt) - Doroican (wikt) - Doroiman (wikt) - Doroiu (wikt) - Dorojan (wikt) - Dorojincă (wikt) - Dorojîncă (wikt) - Doronceanu (wikt) - Doroș (wikt) - Doroșan (wikt) - Doroșcan (wikt) - Doroșcanu (wikt) - Doroșin (wikt) - Doroșincă (wikt) - Doroț (wikt) - Doru (wikt) - Dorubeț (wikt) - Dorungă (wikt) - Doruțiu (wikt) - Dorvoș (wikt) - Dos (wikt) - Doșa (wikt) - Doșanu (wikt) - Dosciuc (wikt) - Doscocil (wikt) - Doseanu (wikt) - Doșer (wikt) - Dosescu (wikt) - Dosoftei (wikt) - Dosoniu (wikt) - Dospin (wikt) - Dospina (wikt) - Dospineanu (wikt) - Dospinescu (wikt) - Dospinoiu (wikt) - Doștețan (wikt) - Doștețean (wikt) - Doștețeanu (wikt) - Doț (wikt) - Doța (wikt) - Doți (wikt) - Doțiu (wikt) - Doțoi (wikt) - Doțu (wikt) - Doucă (wikt) - Dovan (wikt) - Dovîncă (wikt) - Dovîncescu (wikt) - Dovleac (wikt) - Dovleag (wikt) - Dovlecel (wikt) - Dovlete (wikt) - Dovlețiu (wikt) - Doxan (wikt) - Dozescu (wikt) | Dr - Dracea (wikt) - Drăcea (wikt) - Drăceanu (wikt) - Dracinschi (wikt) - Drăcinschi (wikt) - Drăcosu (wikt) - Drăcșan (wikt) - Drăcșineanu (wikt) - Drăculeț (wikt) - Drădănescu (wikt) - Drafta (wikt) - Draga (wikt) - Dragă (wikt) - Drăgăescu (wikt) - Dragai (wikt) - Drăgaia (wikt) - Drăgaica (wikt) - Dragalina (wikt) - Drăgan (wikt) - Drăgana (wikt) - Drăgancea (wikt) - Drăgăneanu (wikt) - Drăgănel (wikt) - Drăgăneri (wikt) - Drăgănesc (wikt) - Drăgănescu (wikt) - Drăgănică (wikt) - Drăgănici (wikt) - Drăgăniță (wikt) - Drăgănoaia (wikt) - Drăgănoiu (wikt) - Drăgănuș (wikt) - Drăgănuț (wikt) - Drăgănuță (wikt) - Drăgășan (wikt) - Drăgășani (wikt) - Drăgăstan (wikt) - Drăgățoiu (wikt) - Dragavei (wikt) - Dragea (wikt) - Drăgescu (wikt) - Draghe (wikt) - Drăghescu (wikt) - Draghi (wikt) - Drăghia (wikt) - Drăghian (wikt) - Drăghicean (wikt) - Drăghiceanu (wikt) - Drăghicenoiu (wikt) - Drăghicescu (wikt) - Drăghici (wikt) - Drăghicioiu (wikt) - Drăghicioni (wikt) - Drăghiciu (wikt) - Drăghiea (wikt) - Drăghiescu (wikt) - Drăghilă (wikt) - Drăghin (wikt) - Drăghina (wikt) - Drăghincescu (wikt) - Drăghinescu (wikt) - Draghioti (wikt) - Draghiș (wikt) - Drăghiță (wikt) - Drăghiți (wikt) - Drăgilă (wikt) - Dragla (wikt) - Dragmicenoiu (wikt) - Dragmici (wikt) - Dragna (wikt) - Dragne (wikt) - Dragnea (wikt) - Drăgnean (wikt) - Drăgneanu (wikt) - Dragnei (wikt) - Drăgnei (wikt) - Drăgnescu (wikt) - Drăgnoi (wikt) - Drăgnuță (wikt) - Dragodan (wikt) - Dragoe (wikt) - Drăgoescu (wikt) - Drăgoi (wikt) - Drăgoianu (wikt) - Drăgoicea (wikt) - Drăgoiescu (wikt) - Drăgoiu (wikt) - Dragolea (wikt) - Dragoman (wikt) - Dragomer (wikt) - Dragomir (wikt) - Dragomirescu (wikt) - Dragomirică (wikt) - Dragomiroiu (wikt) - Dragone (wikt) - Dragonici (wikt) - Dragonu (wikt) - Dragoroniu (wikt) - Dragoș (wikt) - Dragosin (wikt) - Dragoșin (wikt) - Dragoste (wikt) - Dragostin (wikt) - Dragot (wikt) - Dragotă (wikt) - Dragotaniu (wikt) - Drăgoțel (wikt) - Drăgotescu (wikt) - Drăgotoiu (wikt) - Drăgoțoiu (wikt) - Dragotoniu (wikt) - Drăgșan (wikt) - Dragu (wikt) - Drăgu (wikt) - Drăguceanu (wikt) - Drăguescu (wikt) - Drăguiescu (wikt) - Drăguinea (wikt) - Drăgulănescu (wikt) - Drăgulea (wikt) - Drăguleanu (wikt) - Drăguleasa (wikt) - Drăgulele (wikt) - Drăgulescu (wikt) - Drăgulete (wikt) - Drăgulin (wikt) - Drăgulinescu (wikt) - Drăguloiu (wikt) - Dragulschi (wikt) - Drăgun (wikt) - Drăgunea (wikt) - Drăgunoi (wikt) - Drăgunoiu (wikt) - Drăguș (wikt) - Drăgușan (wikt) - Drăgușani (wikt) - Drăgușanu (wikt) - Drăgușel (wikt) - Drăgușin (wikt) - Drăgușinoiu (wikt) - Drăgușu (wikt) - Drăguț (wikt) - Drăguță (wikt) - Drăguțan (wikt) - Drăguțeanu (wikt) - Drăguțescu (wikt) - Drăguți (wikt) - Drăguțoi (wikt) - Drăguțoiu (wikt) - Drăguțu (wikt) - Drăhia (wikt) - Drahici (wikt) - Draia (wikt) - Draica (wikt) - Drăiculescu (wikt) - Draistaru (wikt) - Draisug (wikt) - Drajnea (wikt) - Drăjneanu (wikt) - Dram (wikt) - Dramă (wikt) - Drămbă (wikt) - Drâmbă (wikt) - Drâmbăleanu (wikt) - Drâmbărean (wikt) - Drâmboi (wikt) - Drâmbu (wikt) - Drămnescu (wikt) - Dramu (wikt) - Drămuș (wikt) - Drânc (wikt) - Drancă (wikt) - Drânceanu (wikt) - Drând (wikt) - Dranga (wikt) - Drangă (wikt) - Drângă (wikt) - Dranghici (wikt) - Drângoi (wikt) - Drângu (wikt) - Drăniceanu (wikt) - Drăniceriu (wikt) - Drăniceru (wikt) - Drăgan (wikt) - Dranovețeanu (wikt) - Drapahotiș (wikt) - Drăsleucă (wikt) - Drașovean (wikt) - Drașoveanu (wikt) - Drăstaru (wikt) - Drăucean (wikt) - Drăuceanu (wikt) - Drăxineanu (wikt) - Dreagnea (wikt) - Dreaj (wikt) - Dreana (wikt) - Dreașcă (wikt) - Dreavă (wikt) - Drecea (wikt) - Drecin (wikt) - Dregan (wikt) - Dreghici (wikt) - Dreghiciu (wikt) - Dregici (wikt) - Dregiciu (wikt) - Dregoescu (wikt) - Dreguș (wikt) - Drehluță (wikt) - Drehuță (wikt) - Drejoi (wikt) - Drelciuc (wikt) - Drencea (wikt) - Drenceanu (wikt) - Drenea (wikt) - Drengianu (wikt) - Drența (wikt) - Drente (wikt) - Drențeanu (wikt) - Dreptate (wikt) - Dreptu (wikt) - Dreșcă (wikt) - Dreșcan (wikt) - Dreșcanu (wikt) - Dresleucă (wikt) - Drețcanu (wikt) - Dreve (wikt) - Drevea (wikt) - Drezaliu (wikt) - Dricu (wikt) - Drida (wikt) - Dridea (wikt) - Drideanu (wikt) - Dridu (wikt) - Drigă (wikt) - Drighiciu (wikt) - Drigla (wikt) - Drîgnei (wikt) - Drigu (wikt) - Driha (wikt) - Drilă (wikt) - Drîlea (wikt) - Drîmbă (wikt) - Drîmbărean (wikt) - Drîmbău (wikt) - Drîmbe (wikt) - Drîmbocianu (wikt) - Drîmboi (wikt) - Drîmbu (wikt) - Drîmceanu (wikt) - Drimenț (wikt) - Drimuș (wikt) - Drîncă (wikt) - Drînceanu (wikt) - Drîncenescu (wikt) - Drîncianu (wikt) - Drîncu (wikt) - Drînd (wikt) - Drinda (wikt) - Drîndaru (wikt) - Drîngu (wikt) - Drinovan (wikt) - Drișcu (wikt) - Driță (wikt) - Drițu (wikt) - Driviceanu (wikt) - Droahnă (wikt) - Droană (wikt) - Droancă (wikt) - Droangă (wikt) - Droașcă (wikt) - Drob (wikt) - Drobitoiu (wikt) - Drobot (wikt) - Drobotă (wikt) - Drobu (wikt) - Droc (wikt) - Drocan (wikt) - Drochioiu (wikt) - Drodar (wikt) - Drogan (wikt) - Drogeanu (wikt) - Drogoreanu (wikt) - Drogoțel (wikt) - Drohau (wikt) - Droj (wikt) - Format:Drojdieru - Dromereschi (wikt) - Dron (wikt) - Dronca (wikt) - Drondoc (wikt) - Drondoe (wikt) - Drondoie (wikt) - Drondu (wikt) - Dronea (wikt) - Droniuc (wikt) - Droș (wikt) - Drossu (wikt) - Drosu (wikt) - Drozda (wikt) - Drozman (wikt) - Droznan (wikt) - Druc (wikt) - Drucă (wikt) - Drucoi (wikt) - Drucuș (wikt) - Drug (wikt) - Drugă (wikt) - Drugan (wikt) - Drugărin (wikt) - Drugaș (wikt) - Drugău (wikt) - Drugea (wikt) - Drugescu (wikt) - Drughean (wikt) - Drughi (wikt) - Drugociu (wikt) - Drugu (wikt) - Druguleț (wikt) - Druguș (wikt) - Druhora (wikt) - Druhuș (wikt) - Druia (wikt) - Druică (wikt) - Druiu (wikt) - Druja (wikt) - Drujă (wikt) - Drujescu (wikt) - Drujiniu (wikt) - Drujiț (wikt) - Drulă (wikt) - Drule (wikt) - Drulea (wikt) - Drumă (wikt) - Drumariu (wikt) - Drumaș (wikt) - Drumcea (wikt) - Drume (wikt) - Drumea (wikt) - Drumel (wikt) - Drumen (wikt) - Drumeș (wikt) - Drumia (wikt) - Drumitrașcu (wikt) - Drumitru (wikt) - Druncea (wikt) - Drunea (wikt) - Drușan (wikt) - Drușcă (wikt) - Druță (wikt) - Druțău (wikt) - Drutcă (wikt) - Druțiu (wikt) - Druțu (wikt) | Du - Dubălariu (wikt) - Dubălaru (wikt) - Dubangiu (wikt) - Dubar (wikt) - Dubaș (wikt) - Dubăsaru (wikt) - Dubășaru (wikt) - Dubăț (wikt) - Dubău (wikt) - Dubei (wikt) - Dubencu (wikt) - Dubeștean (wikt) - Dubeț (wikt) - Dubină (wikt) - Dubinciuc (wikt) - Dublea (wikt) - Dubleș (wikt) - Dubleșiu (wikt) - Duboșaru (wikt) - Dubovan (wikt) - Dubreu (wikt) - Duc (wikt) - Duca (wikt) - Ducă (wikt) - Ducăi (wikt) - Ducan (wikt) - Ducancea (wikt) - Ducanu (wikt) - Ducar (wikt) - Ducaru (wikt) - Ducaș (wikt) - Duce (wikt) - Ducea (wikt) - Duceac (wikt) - Duceag (wikt) - Ducheană (wikt) - Duchiman (wikt) - Duchin (wikt) - Ducică (wikt) - Ducilă (wikt) - Duciuc (wikt) - Ducșoară (wikt) - Ducu (wikt) - Duculeanu (wikt) - Duculescu (wikt) - Duculeț (wikt) - Ducuță (wikt) - Dud (wikt) - Duda (wikt) - Dudă (wikt) - Dudai (wikt) - Dudan (wikt) - Dudar (wikt) - Dudaș (wikt) - Dudași (wikt) - Dudașu (wikt) - Dudău (wikt) - Dudciuc (wikt) - Dude (wikt) - Dudea (wikt) - Dudeanu (wikt) - Dudescu (wikt) - Dudi (wikt) - Dudilă (wikt) - Dudiță (wikt) - Dudiu (wikt) - Dudnic (wikt) - Dudoiu (wikt) - Dudorache (wikt) - Dudu (wikt) - Duduc (wikt) - Duducă (wikt) - Duducan (wikt) - Duducea (wikt) - Dudui (wikt) - Duduia (wikt) - Duduială (wikt) - Duduilă (wikt) - Dudulac (wikt) - Dudulea (wikt) - Dudulean (wikt) - Duduleanu (wikt) - Duduleche (wikt) - Dudulescu (wikt) - Dudulete (wikt) - Dudulică (wikt) - Duduman (wikt) - Dudur (wikt) - Dudura (wikt) - Duduș (wikt) - Duduț (wikt) - Duduță (wikt) - Duduțe (wikt) - Duduțel (wikt) - Duduveche (wikt) - Duduveică (wikt) - Duerel (wikt) - Dugăeșescu (wikt) - Dugăiașiu (wikt) - Dugăiașu (wikt) - Dugală (wikt) - Dugălia (wikt) - Dugan (wikt) - Dugheană (wikt) - Dugheru (wikt) - Dughi (wikt) - Dughiană (wikt) - Dughilă (wikt) - Dughină (wikt) - Dughiri (wikt) - Dugu (wikt) - Duguleană (wikt) - Duguleanu (wikt) - Dugulescu (wikt) - Duhain (wikt) - Duhaliu (wikt) - Duhalmu (wikt) - Duhăneanu (wikt) - Duhănică (wikt) - Duhora (wikt) - Duhovnicu (wikt) - Duia (wikt) - Duică (wikt) - Duican (wikt) - Duicu (wikt) - Duiculescu (wikt) - Duiculete (wikt) - Duilea (wikt) - Duinea (wikt) - Duinu (wikt) - Duistrascu (wikt) - Duitru (wikt) - Duiuliu (wikt) - Duje (wikt) - Dul (wikt) - Dulă (wikt) - Dulăcioiu (wikt) - Dulamă (wikt) - Dulămea (wikt) - Dulan (wikt) - Dulău (wikt) - Dulbaru (wikt) - Dulca (wikt) - Dulcă (wikt) - Dulce (wikt) - Dulcea (wikt) - Dulcean (wikt) - Dulceanu (wikt) - Dulcescu (wikt) - Dulcianu (wikt) - Dulciu (wikt) - Duldurescu (wikt) - Dulea (wikt) - Duleanț (wikt) - Duleanțu (wikt) - Dulf (wikt) - Dulfu (wikt) - Dulgănescu (wikt) - Dulgău (wikt) - Dulgher (wikt) - Dulgherescu (wikt) - Dulgheriu (wikt) - Dulgheru (wikt) - Dulghieru (wikt) - Dulhac (wikt) - Dulhan (wikt) - Dulhaz (wikt) - Duli (wikt) - Dulică (wikt) - Duliche (wikt) - Dulipovici (wikt) - Dulman (wikt) - Duloveț (wikt) - Dulu (wikt) - Dulugea (wikt) - Dulugeac (wikt) - Dulugeanu (wikt) - Duluman (wikt) - Duluș (wikt) - Duluț (wikt) - Duluță (wikt) - Dulvăr (wikt) - Dulvară (wikt) - Duma (wikt) - Dumachin (wikt) - Dumachiță (wikt) - Dumăchița (wikt) - Dumăchiță (wikt) - Duman (wikt) - Dumangiu (wikt) - Dumănică (wikt) - Dumănoiu (wikt) - Dumarițu (wikt) - Dumbravă (wikt) - Dumbrăvanu (wikt) - Dumbrăvean (wikt) - Dumbrăveanu (wikt) - Dumbrăvescu (wikt) - Dumbrăvianu (wikt) - Dumbrăvicean (wikt) - Dumbravu (wikt) - Dume (wikt) - Dumea (wikt) - Dumencu (wikt) - Dumescu (wikt) - Dumineanu (wikt) - Duminecă (wikt) - Duminecel (wikt) - Duminecoiu (wikt) - Duminică (wikt) - Duminicel (wikt) - Duminicescu (wikt) - Dumitra (wikt) - Dumitrache (wikt) - Dumitrăchescu (wikt) - Dumitrachi (wikt) - Dumitraciuc (wikt) - Dumitran (wikt) - Dumitrana (wikt) - Dumitrană (wikt) - Dumitrănoiu (wikt) - Dumitraș (wikt) - Dumitrașc (wikt) - Dumitrășciuc (wikt) - Dumitrășconiu (wikt) - Dumitrașcu (wikt) - Dumitrășcuță (wikt) - Dumitrași (wikt) - Dumitre (wikt) - Dumitrean (wikt) - Dumitreanu (wikt) - Dumitreasa (wikt) - Dumitreasă (wikt) - Dumitrel (wikt) - Dumitrele (wikt) - Dumitrelia (wikt) - Dumitresc (wikt) - Dumitrescu (wikt) - Dumitrescul (wikt) - Dumitrică (wikt) - Dumitricu (wikt) - Dumitriță (wikt) - Dumitriu (wikt) - Dumitriuc (wikt) - Dumitroae (wikt) - Dumitroaea (wikt) - Dumitroaia (wikt) - Dumitrof (wikt) - Dumitroiu (wikt) - Dumitrșcu (wikt) - Dumitru (wikt) - Dumnici (wikt) - Dumoiu (wikt) - Dumșe (wikt) - Dumuț (wikt) - Dumuța (wikt) - Dumuță (wikt) - Duna (wikt) - Dună (wikt) - Dunai (wikt) - Dunalmă (wikt) - Dunăraș (wikt) - Dunăre (wikt) - Dunăreanu (wikt) - Dunărențu (wikt) - Dunărințiu (wikt) - Dunărințu (wikt) - Dunavă (wikt) - Dunavățu (wikt) - Dunăvățu (wikt) - Dunăvete (wikt) - Dunca (wikt) - Duncă (wikt) - Duncea (wikt) - Duncescu (wikt) - Dune (wikt) - Dunea (wikt) - Dunel (wikt) - Duneș (wikt) - Dunga (wikt) - Dungă (wikt) - Dungaciu (wikt) - Dunoiu (wikt) - Dunose (wikt) - Dunuță (wikt) - Dupac (wikt) - Dupalău (wikt) - Dupir (wikt) - Duplea (wikt) - Duplei (wikt) - Duprii (wikt) - Dur (wikt) - Dura (wikt) - Dură (wikt) - Durac (wikt) - Durai (wikt) - Duralai (wikt) - Duralia (wikt) - Duran (wikt) - Durancea (wikt) - Duraș (wikt) - Durău (wikt) - Durbaba (wikt) - Durbac (wikt) - Durbacă (wikt) - Durbăcea (wikt) - Durbală (wikt) - Durbălău (wikt) - Durcă (wikt) - Durcan (wikt) - Durcanu (wikt) - Durcău (wikt) - Durche (wikt) - Durcoi (wikt) - Durdescu (wikt) - Durdeu (wikt) - Durduc (wikt) - Durdun (wikt) - Durdureanu (wikt) - Durduș (wikt) - Durea (wikt) - Durgheș (wikt) - Durgheu (wikt) - Durghiu (wikt) - Durguț (wikt) - Duriga (wikt) - Durigă (wikt) - Durigon (wikt) - Durină (wikt) - Durlă (wikt) - Durlan (wikt) - Durlănescu (wikt) - Durle (wikt) - Durlea (wikt) - Durleci (wikt) - Durlescu (wikt) - Durleșteanu (wikt) - Durluț (wikt) - Durmălai (wikt) - Durne (wikt) - Durnea (wikt) - Durneac (wikt) - Durneanu (wikt) - Durneață (wikt) - Durnescu (wikt) - Duroi (wikt) - Durșină (wikt) - Durțan (wikt) - Duru (wikt) - Duruș (wikt) - Durușan (wikt) - Duruț (wikt) - Dușa (wikt) - Dușan (wikt) - Dușcă (wikt) - Dușcaș (wikt) - Dusciuc (wikt) - Dușcu (wikt) - Dușe (wikt) - Dușea (wikt) - Dușică (wikt) - Dușiță (wikt) - Dușleag (wikt) - Dușmănescu (wikt) - Dușoi (wikt) - Dușoiu (wikt) - Dușu (wikt) - Duț (wikt) - Duța (wikt) - Duță (wikt) - Duțan (wikt) - Dutcă (wikt) - Dutcaș (wikt) - Dutcovici (wikt) - Duței (wikt) - Duțescu (wikt) - Duți (wikt) - Duția (wikt) - Duțică (wikt) - Duțoiu (wikt) - Duțoniu (wikt) - Duțu (wikt) - Duțulescu (wikt) - Duvac (wikt) - Duvăz (wikt) - Duvlea (wikt) - Duzi (wikt) | Dv - Dvornic (wikt) |